# NGC 4279
NGC 4279 је лентикуларна галаксија у сазвежђу Девица која се налази на NGC листи објеката дубоког неба.
Деклинација објекта је - 11° 39' 58" а ректасцензија 12h 20m 24,9s. Привидна величина (магнитуда) објекта NGC 4279 износи 13,6 а фотографска магнитуда 14,5. NGC 4279 је још познат и под ознакама MCG -2-32-3, NPM1G -11.0329, PGC 39812.